# Jerry Dumas
Jerry Dumas (eigentlich: Gerald Dumas; * 6. Juni 1930 in Detroit, Michigan; † 12. November 2016 in Greenwich, Connecticut) war ein US-amerikanischer Autor und Comiczeichner.

## Leben und Werk
Nach einem Abschluss in Englischer Literatur an der Arizona State University arbeitete er für Mort Walker als Inker an den Comicstrips Beetle Bailey und Hi and Lois. Mit Walker zusammen schuf er den von 1961 bis 1963 veröffentlichten Comicstrip Sam's Strip, den er zeichnete und der von ihm 1977 als Sam and Silo wiederbelebt wurde. Anfang  der 1960er Jahre schuf er auch Cartoons für diverse Zeitschriften und Zeitungen wie The New Yorker und The New York Times. Als Autor veröffentlichte Dumas unter anderem den Roman An Afternoon in Waterloo Park und das Kinderbuch Rabbits Rafferty, das auf Deutsch unter dem Titel Kaninchen Kasimir erschienen ist.
Dumas war verheiratet und Vater von drei Söhnen.